# 安田亨
安田 亨（やすだ とおる、1953年 - ）は、日本の数学教育家、株式会社ホクソム代表。愛知県生まれ、愛知県立明和高等学校卒業。東京大学工学部機械工学科卒業。1979年から1994年まで代々木ゼミナール講師であり、1994年から駿台予備学校講師や東進ハイスクール講師（一部の講習講座のみ担当）を務めた。長期間旺文社の全国入試問題正解の担当であったが、現在は株式会社ホクソムを設立して、独自の解答集を出版し続けている。

## 書籍

### 著書
- 代々木ゼミ方式 『安田の微分.積分』;[初級]・[中級]・[上級]（代々木ライブラリー）*2024年2月現在、廃刊
- 『東大数学で1点でも多く取る方法』;[理系編]・[文系編]（東京出版）
- 『ハッとめざめる確率』（東京出版）
- 『入試数学伝説の良問100―良い問題で良い解法を学ぶ』 （ブルーバックス）
- 『安田亨が選ぶセンスをみがく良問54 数学Ⅰ・A』（旺文社）

### 共著
- 『なっとくの高校数学―図形編』（日本評論社）/松本 眞共著
- 月刊・『大学への数学』（東京出版）

### 監修
- 『2011年受験用センター試験実戦問題集 数学Ⅰ・A』（旺文社）
- 『2012受験用センター試験実戦問題集』;[数学Ⅰ・A]・[数学Ⅱ・B]（旺文社）